# 葡萄糖醛酸
葡糖醛酸（Glucuronic acid），又称葡萄糖醛酸，是葡萄糖的 C-6 羟基被氧化为羧基形成的糖醛酸。D-葡糖醛酸一般不以游离的形式存在，因为该形式不稳定，而是以更稳定的呋喃环的 3,6-内酯形式存在。D-葡萄吡喃糖醛酸存在于糖胺聚糖链连接处的寡糖中， 也存在于肝素和软骨素中。

## 生物转化
肝细胞微粒体中含有非常活跃的葡糖醛酸基转移酶，它以尿苷二磷酸葡糖醛酸（UDP-葡糖醛酸）为供体，催化葡糖醛酸基转移到多种含有极性基团的化合物（包括药物、毒药和激素）上，如酚、醇、胺和羧酸等，生成β-葡糖醛酸苷。这个过程增大了化合物在水中的溶解度，是肝脏生物转化作用中最普遍的一种结合反应。以存在于人类、大鼠和小鼠中的 UGT1A4 或 UGT1A9 对4-氨基联苯的 N-葡糖醛酸基化为例：

## 构象
与 C-5 差向异构体艾杜糖醛酸不同的是，葡糖醛酸分子主要采取 4C1 构象（详见糖类构象）。 下图所示的是通过从头计算得到的 β-D-葡糖醛酸甲基苷的结构：